# Elezioni federali in Germania del 2013
Le elezioni federali in Germania del 2013 si tennero il 22 settembre per il rinnovo del Bundestag. La competizione vide contrapposti Angela Merkel, sostenuta da Unione Cristiano Democratica e Unione Cristiano-Sociale, e Peer Steinbrück, a capo del Partito Socialdemocratico di Germania. Il terzo sfidante era Rainer Brüderle, leader del Partito Liberale Democratico.
Altri partiti che corsero autonomamente furono: Die Linke, la sinistra alternativa all'SPD, Alleanza 90/I Verdi, il Partito Pirata, e Alternativa per la Germania, movimento anti-euro rappresentato dall'economista Bernd Lucke.
Il 1º settembre 2013 andò in onda il duello tra Angela Merkel e Peer Steinbrück, con un moderatore per ognuna delle quattro emittenti televisive che avevano organizzato il dibattito (le pubbliche ARD e ZDF e le private RTL Television e Pro7).
La maggioranza relativa dei seggi (311) andò all'Unione (CDU e CSU), i restanti 3 partiti entrati in Parlamento furono SPD, Alleanza 90/I Verdi e La Sinistra, con 319 seggi. Su circa 83 milioni di tedeschi circa 20 milioni votarono CDU.
Non entrarono in Parlamento (soglia di sbarramento al 5%), tra i più importanti, i Liberal-democratici (non accadeva da 60 anni) e il partito euroscettico Alternativa per la Germania che si fermò al 4,7%.
In ragione del mancato ingresso in parlamento dei liberali, alleati nel precedente governo Merkel, poco più di due mesi e mezzo dopo le elezioni si costituì il Governo Merkel III, un governo di grande coalizione sostenuto oltre che dall'Unione Cristiano Democratica e dall'Unione Cristiano-Sociale, anche dai socialdemocratici dell'SPD, dopo che questi ultimi avevano ricevuto parere positivo con il voto dei militanti.

## Risultati
| Liste                                    | Maggioritario | Maggioritario | Maggioritario | Proporzionale | Proporzionale | Proporzionale | Totale seggi |
| Liste                                    | Voti          | %             | Seggi         | Voti          | %             | Seggi         | Totale seggi |
| ---------------------------------------- | ------------- | ------------- | ------------- | ------------- | ------------- | ------------- | ------------ |
| Unione Cristiano-Democratica di Germania | 16 233 642    | 37,21         | 191           | 14 921 877    | 34,13         | 64            | 255          |
| Partito Socialdemocratico di Germania    | 12 843 458    | 29,44         | 58            | 11 252 215    | 25,73         | 135           | 193          |
| La Sinistra                              | 3 585 178     | 8,22          | 4             | 3 755 699     | 8,59          | 60            | 64           |
| Alleanza 90/I Verdi                      | 3 180 299     | 7,29          | 1             | 3 694 057     | 8,45          | 62            | 63           |
| Unione Cristiano-Sociale in Baviera      | 3 544 079     | 8,12          | 45            | 3 243 569     | 7,42          | 11            | 56           |
| Partito Liberale Democratico             | 1 028 645     | 2,36          | -             | 2 083 533     | 4,76          | -             | -            |
| Alternativa per la Germania              | 810 915       | 1,86          | -             | 2 056 985     | 4,70          | -             | -            |
| Partito Pirata                           | 963 623       | 2,21          | -             | 959 177       | 2,19          | -             | -            |
| Partito Nazionaldemocratico di Germania  | 635 135       | 1,46          | -             | 560 828       | 1,28          | -             | -            |
| Liberi Elettori                          | 431 640       | 0,99          | -             | 423 977       | 0,97          | -             | -            |
| Partito per la Protezione degli Animali  | 4 437         | 0,01          | -             | 140 366       | 0,32          | -             | -            |
| Partito Ecologico-Democratico            | 128 209       | 0,29          | -             | 127 088       | 0,29          | -             | -            |
| I Repubblicani                           | 27 299        | 0,06          | -             | 91 193        | 0,21          | -             | -            |
| Die PARTEI                               | 39 388        | 0,09          | -             | 78 674        | 0,18          | -             | -            |
| Per la Germania                          | 4 815         | 0,01          | -             | 73 854        | 0,17          | -             | -            |
| Partito Bavarese                         | 28 430        | 0,07          | -             | 57 395        | 0,13          | -             | -            |
| Altri <0,10%                             | 135 850       | 0,31          | -             | 206 369       | 0,47          | -             | -            |
| Totale                                   | 43 625 042    |               | 299           | 43 726 856    |               | 332           | 631          |